# Refugi de les Fonts
De Refugi de les Fonts is een onbemande berghut in de Andorrese parochie La Massana. De hut ligt ten noorden van het dorp Arinsal op een hoogte van 2196 meter en is eigendom van de overheid. 

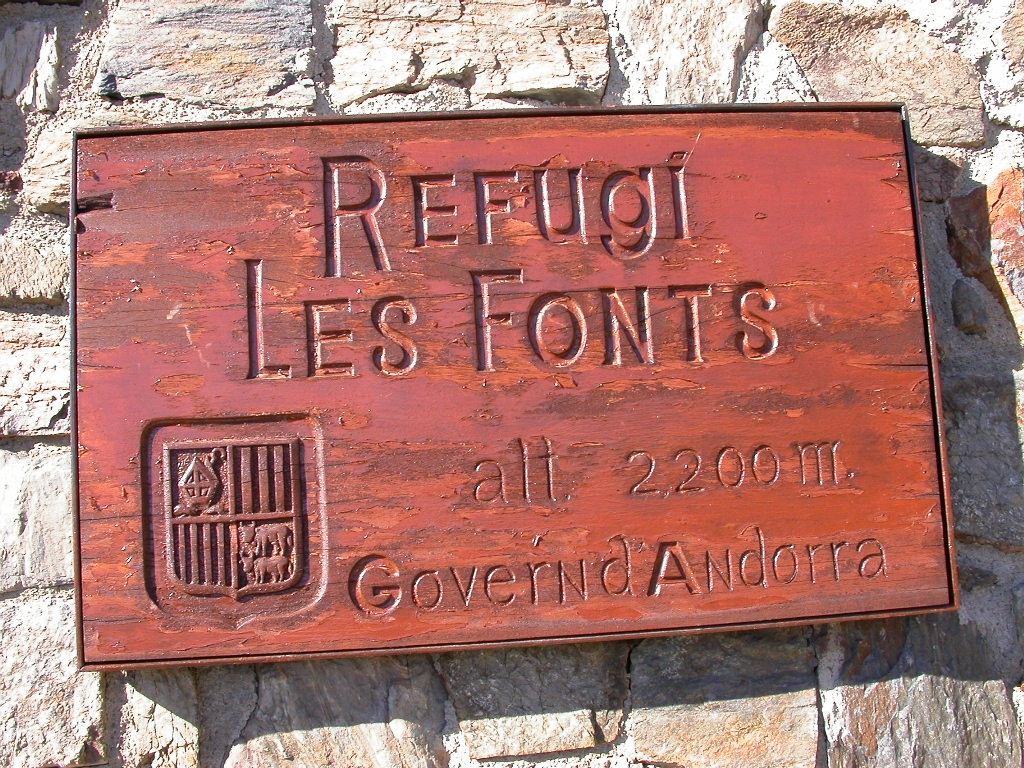
Plaat aan de buitenmuur

De Refugi de les Fonts is genoemd naar de Pic de les Fonts (2749 m), waarvan de top een goede 1,2 kilometer noordelijker gelegen is. Nog dichter bij de berghut liggen de Pic de la Pala de Coll Carnisser (2560 m) en de Pic de les Canals de Montmantell (2681 m).
Refugi de Comapedrosa · Refugi de les Fonts · Refugi del Pla de l'Estany · Refugi dels Cortals de Sispony · Refugi d'Estanys Forcats